# Alicja Falniowska-Gradowska
Alicja Falniowska-Gradowska (ur. 10 stycznia 1924 w Brańsku, zm. 15 września 2020 w Krakowie) – historyk, profesor w Instytucie Historii PAN. 

## Życiorys

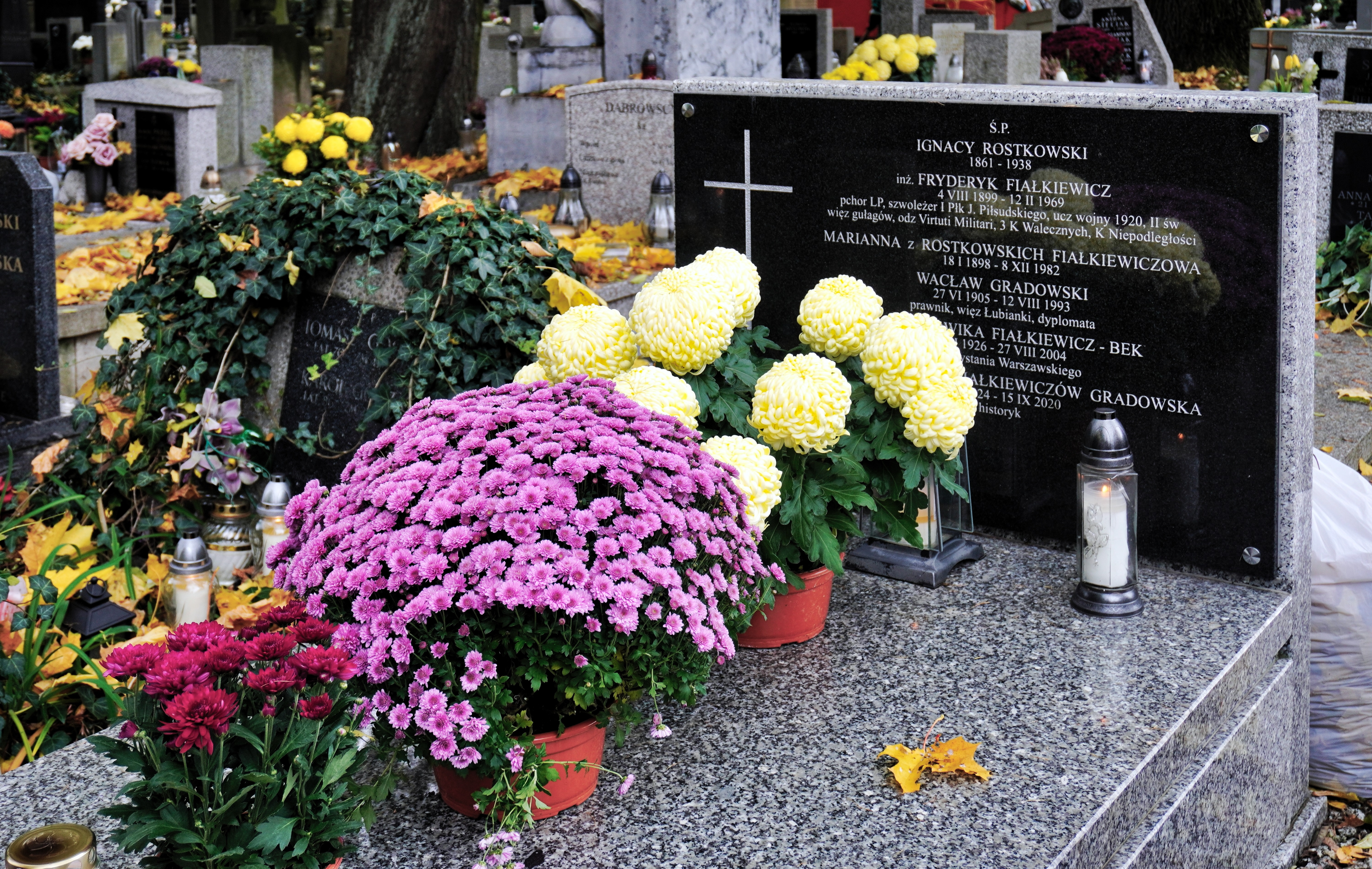
Grób prof. Alicji Falniowskiej-Gradowskiej na Cmentarzu Rakowickim w Krakowie

Szkołę średnią (Gimnazjum Leonii Rudzkiej) ukończyła w Warszawie. W 1946 rozpoczęła studia na Wydziale Rolnym UJ. W 1951 uzyskała stopień magistra z ekonomii i historii gospodarczej. Jej promotorem był Stefan Inglot, a podstawą rozprawa Uwarstwienie ludności wiejskiej w Polsce w XVI wieku. 
Podjęła następnie studia aspiranckie przy Katedrze Historii Nowożytnej. Stopień doktora otrzymała w 1962 pod kierunkiem Celiny Bobińskiej. W 1956 znalazła zatrudnienie w Instytucie Historii PAN, gdzie pracowała do 1995, Stopień doktora habilitowanego (w IH PAN) zdobyła w 1971, tytuł profesora w 1987. W latach 1983–1992 wykładała na WSP w Krakowie. 
Zajmowała się głównie problematyką społeczno-gospodarczą Polski XVI–XVIII wieku, sięgała również do badań nad metrologią historyczną, dziejami urzędów w dawnej Polsce i edycji źródeł. Z racji tego ostatniego należała do Komitetu Wydawnictw Źródłowych PAN w latach 1972-1982. Przez 30 lat była członkinią Komisji Nauk Historycznych PAN w Krakowie (1966-1996). Od 2001 do 2009 należała do redakcji „Krakowskiego Rocznika Archiwalnego”. Wypromowała kilkudziesięciu magistrów historii oraz 3 doktorów. Odznaczona Srebrnym Krzyżem Zasługi.
Jest matką profesora malakologii Andrzeja Falniowskiego.

## Twórczość
- 1962 edycja (wraz z I. Rychlikową) Lustracja województwa krakowskiego 1789, cz. 1, powiat krakowski, proszowicki i księski, Wrocław – Warszawa – Kraków, PAN, 1962
- 1963 edycja (wraz z I. Rychlikową) Lustracja województwa krakowskiego 1789, cz. 2, powiat lelowski oraz starostwo kłobuckie i brzeźnickie, Wrocław – Warszawa – Kraków, PAN, 1963
- 1964 Świadczenia poddanych na rzecz dworu w królewszczyznach województwa krakowskiego...
- 1971 Ostatnie lata działalności Sądu Referendarskiego Koronnego
- 1982 Studia nad Społeczeństwem województwa krakowskiego w XVIII wieku
- 1973 edycja Lustracja województwa krakowskiego 1765, cz. 1: powiaty sądecki, szczyrzycki, biecki, czchowski oraz księstwa zatorskiego i oświęcimskie., Warszawa – Kraków, PWN, 1973

- 1990 1993 współautorstwo Spisów urzędników województw krakowskiego i sandomierskiego XVI–XVIII wieku
- 1995 Ojców w dziejach i legendach

Była członkiem zwyczajnym Międzynarodowej Komisji Metrologii Historycznej.